# ABC課後特輯
《ABC課後特輯》（英語：ABC Afterschool Special）是一部美國電視單元劇，1972年10月4日至1997年1月23日在ABC播出（主要於工作日傍晚播出）。節目以戲劇手法呈現兒童和青少年感興趣的事物，通常都具有爭議。主題包括文盲、藥物濫用和少女懷孕。其中有幾集以動畫或紀錄片形式呈現。
節目在播出的25年來贏得了51座日間時段艾美獎。1993年，《電視指南》將該節目評為1980年代最佳兒童節目。

## 外部連結
- 互联网电影数据库（IMDb）上《ABC課後特輯》的资料（英文）